# Megaponerophilus megaponerae
Megaponerophilus megaponerae là một loài bọ cánh cứng trong họ Bọ hung (Scarabaeidae).